# Пушкина, Наталья Александровна
Ната́лья Алекса́ндровна Пу́шкина-Ду́бельт, графи́ня Меренберг (23 мая (4 июня) 1836, Санкт-Петербург — 10 (23) марта 1913, Канн) — дочь Александра Сергеевича Пушкина, морганатическая супруга принца Николая Вильгельма Нассауского.

## Биография
Родилась 23 мая (4 июня) 1836 года в Петербурге (на даче, которую Пушкины снимали у Доливо-Добровольского на Каменном острове). Крещена 27 июня в церкви Рождества Иоанна Предтечи на Каменноостровском проспекте. Восприемники: граф М. Ю. Виельгорский и Е. И. Загрядская (Загряжская). Наталья Александровна не помнила своего отца: она была восьмимесячным ребёнком, когда он умер. Наталья Пушкина в большей степени, чем другие дети, унаследовала характер поэта и внешне разительно походила на него, хотя была похожа и на Наталью Николаевну.
Обладая исключительной красотой, Наталья Александровна была человеком пылкого нрава, непреложной в своих решениях.
Получила домашнее образование. В юности была влюблена в князя Н. А. Орлова (1827—1889), страстно её любившего и желавшего на ней жениться, но отец его А. Ф. Орлов не допустил этого брака, считая дочь Пушкина неподходящей невестою для сына.
В 17 лет приняла предложение от М. Л. Дубельта. Мать Наталья Николаевна и отчим П. П. Ланской были против этого брака: Дубельт славился неистовым характером, был игрок, но ничего не могли поделать: Наталья Александровна настояла на своём, боясь повторить судьбу старшей сестры, которая тогда ещё не была замужем. Обеспокоенная Н. Н. Ланская писала П. А. Вяземскому:

Быстро перешла бесёнок Таша из детства в зрелой возраст, но делать нечего — судьбу не обойдёшь. Вот уже год борюсь с ней, наконец, воле божьей и нетерпению Дубельта. Один мой страх — её молодость, иначе сказать — ребячество.

В феврале 1853 года состоялось бракосочетание. Наталья Дубельт удивляла современников своей красотой, они называли её «прекрасной дочерью прекрасной матери». Близкая знакомая Е. А. Регекампф называла её «красоту лучезарной, если бы звезда сошла с неба на землю, она сияла бы так же ярко, как она». Сын писателя М. Загоскина, видевший Наталью Дубельт в 1858 году на одном из петербургских балов, писал:
Красота её меня поразила. В жизнь мою не видел я женщины более красивой. Высокого роста, чрезвычайно стройная, с великолепными плечами и замечательною белизною лица, она сияла каким-то ослепительным блеском. Несмотря на мало правильные черты лица, напоминавшего африканский тип лица её отца, она могла называться совершенной красавицей, и, если прибавить к этому ум и любезность, то можно легко представить, как она была окружена на балах, и как у неё увивалась вся щегольская молодежь, а старички не спускали с неё глаз.
 В 1862 году случилось то, чего опасались Ланские: брак распался и супруги разъехались. Наталья Александровна уехала за границу с двумя старшими детьми к своей тётке А. Н. Фризенгоф, там гостила и её мать. В поместье Фризенгофов за женой последовал и Дубельт, А. П. Арапова писала:

Летние месяцы прошли в постоянных передрягах и нескончаемых волнениях. Дубельт, подавший первый эту мысль жене [о разъезде], вскоре передумал, отказался от данного слова, сам приехал в Венгрию, сперва с повинной, а когда она оказалась безуспешной, то он дал полную волю своему необузданному, бешеному характеру. Тяжело даже вспомнить о происшедших сценах, пока по настоянию барона Фризенгофа он не уехал из его имения, предоставив жене временный покой. Положение её являлось безысходным, будущее беспросветным. Сестра не унывала: её поддерживала необычайная твёрдость духа и сила воли, но зато мать мучилась за двоих.

Начался длительный бракоразводный процесс. Наталья Александровна живёт подолгу за границей, от властей она получила право на свободное жительство. В это время Наталья Николаевна и передала дочери 75 писем Пушкина с надеждой, что в трудную минуту она сможет опубликовать их и поправить своё материальное положение. В 1876 году Наталья Александровна, уже графиня Меренберг, обратилась к И. С. Тургеневу за помощью в редактировании и публикации этих писем. В предисловии к публикации Тургенев писал: 
«В этих письмах, как и в прежде появившихся, так и бьёт струёю светлый и мужественный ум Пушкина, поражает прямизна и верность его взглядов, меткость и как бы невольная красивость выражения … Позволю себе прибавить от своего имени, что я считаю избрание меня дочерью Пушкина в издатели этих писем одним из почётнейших фактов моей литературной карьеры…. Нам остаётся искренне поблагодарить графиню Н. А. Меренберг за этот поступок, на который она, конечно, решилась не без некоторого колебания, — и выразить надежду, что ту же благодарность почувствует и окажет ей общественное мнение».
 Надежды Тургенева не оправдались: публикация писем была преждевременна, её восприняли как демонстрацию «домашнего хлама», «пошлостью», покушением на авторитет Пушкина, а сыновья поэта были возмущены: Наталья Александровна с ними не посоветовалась.
Наконец брак с Дубельтом был расторгнут. 19 августа 1868 года в Женеве Наталья Александровна вышла замуж за принца Николая Нассауского. С будущим вторым мужем она впервые встретилась в России на одном из балов во время коронационных торжеств при восшествии на престол императора Александра II. Приехав в Россию как представитель Нассауского двора, принц познакомился с младшей дочерью Пушкина и был покорен ею.
В 1882 году оригиналы 64 писем Пушкина к жене были переданы их сыном Александром, получившим их от Н. А. Меренберг, в Румянцевский музей. Письма Пушкина к невесте позднее Меренберг отдала своей дочери от второго брака, графине де Торби.
Графиня Торби, оскорблённая царским непризнанием своего брака [с внуком Николая I], отказала наотрез [в передаче оставшихся писем] и заявила, что пушкинских писем Россия никогда не увидит.
Тексты этих писем опубликовал в 1936 году Сергей Лифарь.  Умерла от эмболии в 1913 году 10 (23) марта в Каннах. Прах Н. А. Пушкиной-Меренберг был рассыпан на могиле её мужа Николая Нассауского в Висбадене.

### Браки
- 1-й брак (1852—1868, развод) Михаил Леонтьевич Дубельт (1822—1900), сын Леонтия Дубельта.
- 2-й брак принц Николай-Вильгельм Нассауский (1832—1905).

С 1868 года графиня Меренберг (этот титул был дан ей семьёй мужа по крепости Меренберг, стоявшей близ Висбадена (родовое владение принцев Нассау). Позже превратила эту крепость в музей.

### Дети
Дети от 1-го брака:
1. Наталья Михайловна Дубельт-Бессель (1854—1925). Муж — Арнольд Герман Иозеф Иоганн Непомук Франц Ксавер Леопольд фон Бессель (1827—1887).
2. Леонтий Михайлович Дубельт (1855—1894), капитан второго ранга, женат (с 28.04.1891 года)[16] на вдове Агриппине Григорьевне Миклашевской.
3. Анна Михайловна Дубельт-Кондырева (1861—1919). Муж — Александр Павлович Кондырев (1855—1900), титулярный советник.

Дети от 2-го брака:
1. Софья Николаевна Меренберг (1868—1927), графиня де Торби. Получила титул графини де Торби от Великого герцога Люксембургского в 1892 году. Муж — (морганатический брак, 1891) князь Михаил Михайлович Романов (1861—1929)
2. Александра Николаевна фон Меренберг (1869—1950, Буэнос-Айрес). Муж — аргентинец Максимо де Эли.
3. Георг-Николай фон Меренберг (1871—1948). Жена — Ольга Александровна Юрьевская (1873—1925), дочь Александра II

## Литературное творчество
Наталья Александровна написала автобиографический роман о своей жизни.
История его такова: Граф фон Меренберг, правнук А. С. Пушкина, получил в наследство от своей тетки листы старой бумаги с готическим немецким текстом. В 2002 году дочь графа фон Меренберга Клотильда установила, что рукопись принадлежит перу её прабабушки Натальи Александровны Пушкиной.